# Joe Clay
Joe Clay (* 9. September 1938 als Clayborne Joseph Cheramie in Harvey, Louisiana; † 26. September 2016) war ein US-amerikanischer Rockabilly-Sänger, der vor allem in den 1980er Jahren durch das Rockabilly-Revival Berühmtheit erlangte.

## Leben
Aufgewachsen in Harvey, Louisiana, spielte Joe Clay schon mit 12 Jahren in einer Countryband. Seinen ersten öffentlichen Auftritt hatte er mit seiner Band bei dem Radiosender WWWE. Beim Label Vik Records bekam er schließlich einen Plattenvertrag, seine erste Veröffentlichung 1956, das von Rudy Grayzell geschriebene Duck Tail und Sixteen Chicks, sowie die nachfolgenden Singles blieben unbeachtet. Auch ein Auftritt in der Ed Sullivan Show konnte nicht den gewünschten Durchbruch bringen, stattdessen spielte Clay als Begleitmusiker für Elvis Presley.
Die nächsten 30 Jahre spielte er abends in New Orleans’ Bars, tagsüber arbeitete er als Busfahrer. Während des Rockabilly Revivals in den 1980er Jahren erlangte Clay durch diverse Wiederveröffentlichungen ungeahnte Berühmtheit in Europa. Willie Jeffrey überredete ihn schließlich, eine Tournee zu unternehmen.
Joe Clay ist bis kurz vor seinem Tod musikalisch aktiv gewesen und ist noch regelmäßig aufgetreten.

## Diskografie
| Jahr                    | Titel A | Titel B | Plattenfirma                                                                                          |
| ----------------------- | --- | --- | --- |
| 1956                    | Duck Tail | Sixteen Chicks                                                                                                   | Vik Records                                                                                           |
| 1956                    | Get On The Right Track                                                                                           | Cracker Jack | Vik Records                                                                                           |
| 1962                    | Can’t Get You Out Of My Mind                                                                                     | Don’t Know What To Do                                                                                            | Samter Records                                                                                        |
| 1963                    | Love You | My Heart Loves Only You                                                                                          | Samter Records                                                                                        |
| 1963                    | I Get So Blue | Little Darlin’                                                                                                   | Samter Records                                                                                        |
| 2016                    | - Hitting That Spot - Fishing Pole Song                                                                          | - My Car’s Allright - The Legend Is Now                                                                          | El Toro Records                                                                                       |
|                         | Be-Bop-Boogie-Bop                                                                                                | Rock Little | Mac Records                                                                                           |
| Unveröffentlichte Titel | | | |
|                         | - Did You Mean Jelly Bean - Doggone - Goodbye, Goodbye - Slippin’ Out And Sneakin’ In - You Look That Good To Me | - Did You Mean Jelly Bean - Doggone - Goodbye, Goodbye - Slippin’ Out And Sneakin’ In - You Look That Good To Me | Vik Records (ursprünglich nicht veröffentlicht) Titel 2–5 mittlerweile auf Wildcat Records erschienen |